# Mus bufo
Mus bufo és una espècie de mamífer rosegador de la família dels múrids. Viu a altituds superiors a 1.500 msnm a Burundi, la República Democràtica del Congo, Ruanda i Uganda. Els seus hàbitats naturals són els boscos humits, els boscos d'aiguamoll, els boscos de bambú i els boscos secundaris. És una espècie en risc mínim, és a dir, no sembla que hi hagi cap amenaça significativa per a la seva supervivència. El seu nom específic, bufo, significa ‘gripau’ en llatí.